# 始皇帝烈伝 ファーストエンペラー
『始皇帝烈伝 ファーストエンペラー』（しこうていれつでん ファーストエンペラー、原題：秦始皇）は、2001年の中国のテレビドラマ。全33話。

## 概要
史上初の中国統一を成し遂げた始皇帝の生涯を描く。

## あらすじ
紀元前251年、戦国時代の中国・秦王朝。53歳の安国君は病を押して待望の王位に就いた。しかし王の正室で楚国出身の華陽夫人には跡継ぎになる男子がいなかった。
そのころ安国君には23人の子女がおり、王の寵愛を失った夏姫の子である異人は趙国に人質として差し出されていた。
もとは商人の呂不韋は王族である異人に近づき、秦国への逃亡を助けた。そのさい自分の愛人であった趙姫を異人に譲った。
跡継ぎのいない華陽夫人は自身の地位を守るため異人を養子とする事にした。こうして異人は太子になった。
安国君が病で危篤に陥ると、すぐさま呂不韋は趙姫の息子、趙政を次の太子として擁立した。
しかし華陽夫人は、もとは呂不韋の愛人である趙姫が生んだ趙政の出生に関し疑念を抱くようになる。

## スタッフ
- 監督：閻建鋼

## 登場人物・キャスト
| 登場人物                   | 出演者 | 声優       |
| -------------------------- | ------ | ---------- |
| 始皇帝                     | 張豊毅 | 家中宏     |
| 呂不韋                     | 高明   | 藤本譲     |
| 趙姫                       | 宋佳   | 翔香       |
| 華陽太后                   | 宋春雨 | 秋元千賀子 |
| 成嶠                       | 周小鵬 | 仲田隼人   |
| 敏代（ミンダイ）姫         | 張静初 | 味里       |
| 阿若（アルオ）             | 范冰冰 | 小林美穂   |
| 黎姜（れい・きょう）       | 許還幻 | 瀬戸奈保子 |
| 趙高                       | 趙亮   | 藤田周     |
| 李斯                       | 劉威   | 高橋圭一   |
| 嫪毐                       | 一真   | 佳月大人   |
| 戎翟公（じゅうてき・こう） | 康凱   |            |
| 烏三更（ウ・サンクン）     | 周世誼 |            |
| 荊軻                       | 寇振海 |            |
| 高漸離                     | 牛飄   |            |
| 緑娘（ルーニャン）         | 張恒   |            |
| 孟姜女                     | 何琳   | 板垣真由子 |